# Yoshio Tanaka
Barón Yoshio Tanaka ( * 1838 - 1916 ) fue un zoólogo, botánico, horticultor, y profesor japonés, reconocido como el padre de los museos de historia natural del Japón.
En 1866 asistió a la Exposición Universal de París y presentó insectarios, que él mismo compuso. A su regreso a Japón, organizó exposiciones de la misma naturaleza. A principios de la Era Meiji, se unió a la Oficina de Ciencias Naturales del Ministerio de Educación, publicando dibujos naturalistas y presentó la clasificación de De Candolle en Japón.

## Honores

### Epónimos
Género
- (Saxifragaceae) Tanakaea Franch. & Sav.[3]

Especies
Unas 43 fueron honradas con su epónimo, entre ellas:
- (Acanthaceae) Strobilanthes tanakae J.R.I.Wood[4]
- (Apiaceae) Carum tanakae Franch. & Sav.[5]
- (Asclepiadaceae) Vincetoxicum tanakae Franch. & Sav.[6]
- (Asteraceae) Cirsium tanakae Matsum.[7]
- (Brassicaceae) Cardamine tanakae Franch. & Sav.[8]
- (Caryophyllaceae) Silene tanakae Maxim.[9]
- (Celastraceae) Euonymus tanakae Maxim.[10]
- (Chenopodiaceae) Chenopodium tanakae Murr[11]
- (Ericaceae) Rhododendron tanakae (Maxim.) Ohwi[12]
- (Lamiaceae) Scutellaria tanakae Franch. & Sav.[13]
- (Lauraceae) Beilschmiedia tanakae Hayata[14]
- (Leguminosae) Lathyrus tanakae Franch. & Sav.[15]
- (Loranthaceae) Loranthus tanakae Franch. & Sav.[16]
- (Poaceae) Eulalia tanakae Honda[17]
- (Primulaceae) Lysimachia tanakae Maxim.[18]
- (Rosaceae) Neillia tanakae Franch. & Sav.[19]
- (Rutaceae) Citropsis tanakae Swingle & Kellerm.[20]
- (Symplocaceae) Bobua tanakae (Matsum.) Masam.[21]

- La abreviatura «Yo.Tanaka» se emplea para indicar a Yoshio Tanaka como autoridad en la descripción y clasificación científica de los vegetales.[22]